# Wolrad Frese
Wolrad Frese (* 12. Juni 1843 in Arolsen; † 22. Oktober 1919 in Bad Wildungen) war ein deutscher Jurist und Landrat.

## Leben
Wolrad Frese wurde als Sohn des Obergerichtsrats Carl Frese und dessen Ehefrau Sophie Hahn geboren und absolvierte nach dem Abitur im Jahre 1862 am Gymnasium Korbach ein Studium der Kameralwissenschaften an den Universitäten Heidelberg, München, Leipzig und Berlin. Nach der juristischen Vorprüfung im Jahre 1867 wurde er Akzessist in Arolsen und machte anschließend sein Referendariat bei der Bezirksregierung Münster und Bezirksregierung Kassel. Nach einer Tätigkeit als Kreisrentmeister wurde er am 9. November 1874 mit der kommissarischen Verwaltung des Landratsamtes in Wildungen beauftragt. Am 7. März 1876 wurde er definitiv zum Landrat im Kreis der Eder ernannt.  In diesem Amt blieb er bis zu seiner Versetzung in den Ruhestand zum Jahresbeginn 1910.

### Familie
Frese hatte am 14. November 1877 in Kassel Elisabeth Tegethoff (1851–1913) geheiratet. Aus der Ehe stammte die Tochter Margarethe, die mit dem Theologen Alfred Uckeley verheiratet war.